# The Last Days of Disco
The Last Days of Disco és una pel·lícula de comèdia dramàtica estatunidenca del 1998 escrita i dirigida per Whit Stillman, i basada en els seus viatges i experiències a diversos clubs nocturns de Manhattan, inclòs Studio 54. Protagonitzada per Chloë Sevigny i Kate Beckinsale, la pel·lícula segueix un grup de graduats de l'Ivy League i del Hampshire College que s'enamoren i desamoren a l'escena disco de la ciutat de Nova York a principis dels anys vuitanta.
The Last Days of Disco és la tercera pel·lícula (després de Metropolitan i Barcelona) del que Stillman anomena la seva "sèrie Doomed-Bourgeois-in-Love". Les tres pel·lícules són independents entre si, tret de les aparicions cameo d'alguns personatges comuns. Segons Stillman, la idea de Disco es va concebre originàriament després del rodatge de les escenes de discoteca a Barcelona. L'any 2000 Stillman va publicar una novel·la de la pel·lícula.
La pel·lícula es va estrenar en cinemes als Estats Units el 12 de juny de 1998; la van seguir els seus llançaments en DVD i vídeo el 1999. Els llançaments de DVD finalment es van esgotar i la pel·lícula no estava àmpliament disponible per a la compra de vídeos domèstics fins que va ser recollida per The Criterion Collection i llançada en una edició especial aprovada pel director el 25 d'agost de 2009. Juntament amb Metropolitan i Barcelona, una impressió de The Last Days of Disco resta a la cinemateca permanent del Museum of Modern Art.

## Argument
A "molt principis de la dècada de 1980", Alice Kinnon i Charlotte Pingress, recents graduades de l'Hampshire College, treballen com a lectores mal pagades per a una editorial de la ciutat de Nova York. Després de treballar una nit, entren en una discoteca exclusiva on l'Alice espera socialitzar amb Jimmy Steinway, que utilitza el club per entretenir els seus clients publicitaris. Degut a la prohibició de portar clients, Jimmy és finalment expulsat pel seu amic Des McGrath, un vigilant del club la feina del qual està en perill per permetre l'entrada de Jimmy i els seus clients. Després que Jimmy se'n va, l'Alice segueix el consell de Charlotte per anar a casa amb la seva segona opció, Tom Platt. A la feina l'endemà al matí, l'Alice i la Charlotte demanen a altres editors com accelerar les seves carreres. Incapaços de pagar el lloguer pel seu compte, es muden a viure juntament amb una tercera noia, Holly. Malgrat les reticències d'Alice, s'instal·len en un apartament ferrocarril.
Tornant al club, l'Alice està molesta per saber que Charlotte té plans sobre Jimmy i que en Tom es va separar d'una núvia de llarga durada quan va dormir amb l'Alice, però la seva aventura d'una nit el va convèncer de tornar-hi. Des comença a perseguir l'Alice.
A la feina, Alice persegueix la publicació d'un llibre sobre budisme, escrit pel germà del Dalai Lama, que Charlotte havia recomanat prèviament rebutjar i es guanya el respecte dels editors. Es descobreix que l'autor no és el germà del Dalai Lama, però Alice sosté que el llibre és un dels millors que ha llegit mai. Charlotte, que ara està sortint amb Jimmy, està obertament insegura sobre l'aparent amistat entre ell i l'Alice.
Charlotte anuncia en veu alta a alguns amics del club que l'Alice té gonorrea, deduint-ho quan l'Alice es nega a beure. De seguida es disculpa, però li diu a l'Alice que farà que els homes la vegin més accessible. Des s'interessa més a estar amb l'Alice i comencen a sortir casualment.
L'Alice sopa amb Tom i l'enfronta per contagiar-li la gonorrea, cosa que inicialment nega, però Alice revela que va ser la seva primera parella sexual. Admet que també li va contagiar herpes.
Josh Neff, un fiscal de districte i amic de Jimmy que assisteix amb freqüència al club, li demana a l'Alice per dinar per llançar un llibre. Confessa que està realment interessat en l'Alice i van a una cita real, on li diu que està prenent medicaments per a la depressió maníaca. Tornant a casa, l'Alice descobreix que s'emporten Charlotte en una ambulància i Jimmy li diu que es trasllada a Barcelona. A l'hospital, Charlotte li pregunta a l'Alice si en Jimmy va expressar mai interès a estar amb ella. Quan l'Alice admet que ho va fer, Charlotte reacciona amb llàgrimes i li diu que li agradaria que es mudés del seu apartament compartit.
La policia ataca el club per frau fiscal i Des intenta fugir malgrat la promesa de Josh de protegir-lo, creient que l'interès de Josh en l'Alice farà que actuï de manera incorrecta. Més tard descobreixen que els discos de música disco ja no es venen i l'assistència ja ha baixat.
L'Alice i la Charlotte s'assabenten que el seu empresari s'ha fusionat amb una editorial més gran i s'esperen acomiadaments. Un temps després, es veu a Charlotte, Josh i Des sortint de l'oficina d'atur. Josh anuncia que anirà a dinar a Lutèce, tractat per l'Alice, que celebra la seva promoció i el seu llibre que es va publicar després que el canviés de no ficció a autoajuda. Des i Charlotte discuteixen com les seves grans personalitats són massa per a persones normals com l'Alice, Josh i Jimmy. Des diu que la parella monògama desvirtua el seu estil de vida glamurós i Charlotte està d'acord.
Prenent el metro fins a Lutèce, l'Alice i el Josh discuteixen les seves perspectives de futur i després ballen "Love Train", amb la resta de passatgers del tren i de l'estació de metro.

## Repartiment
- Chloë Sevigny com Alice Kinnon: un dels dos personatges principals, una jove tranquil·la, passiva però intel·ligent que treballa com a editora de llibres a Manhattan. Ella i Charlotte, companyes freqüents, treballen per a la mateixa editorial i van assistir juntes a una prestigiosa universitat.
- Kate Beckinsale com a Charlotte Pingress: l'altre personatge principal, una persona bastant narcisista i superficial. Contínuament ofereix "consell" a l'Alice i critica la seva manca de sociabilitat. És extravertida però domina els que l'envolten.
- Chris Eigeman com a Des McGrath: un gerent de la discoteca que Alice i Charlotte freqüenten sovint, sortint casualment amb l'Alice en un moment donat. Proporciona alleujament còmic en moltes seqüències i proporciona molta visió de les converses. És intel·ligent però una mica connivent, i es connecta amb moltes dones, amb la rutina de fingir que confessar-se com a homosexual quan ha perdut l'interès per elles.
- Mackenzie Astin com Jimmy Steinway: un amic ambiciós de Des que treballa en publicitat. Jimmy s'ha de colar a la discoteca disfressat perquè el propietari de la casa no vol "aquest tipus de gent" al club. Està sortint amb Charlotte.
- Matt Keeslar com a Josh Neff: un ajudant del iscal de districte que s'interessa per Alice. Quan es presenta a l'Alice a la discoteca, Charlotte l'interromp bruscament, i l'allunya. Finalment, l'Alice comença una relació amb ell i s'assabenta que pateix un trastorn maniacodepressiu.
- Robert Sean Leonard com a Tom Platt: un advocat ambientalista encantador i ric amb qui l'Alice té una aventura d'una nit. Va guanyar interès per Alice després de conèixer-la a la discoteca, però va demostrar que no era material de relació. En la seva trobada sexual amb ell, Alice contrau tant gonorrea com herpes.
- Jennifer Beals com a Nina Moritz: una de les conquestes de Des, que s'enamora del seu acte de "sortida de l’armari" i més tard descobreix que estava mentint per desfer-se d'ella.
- Matthew Ross com a Dan Powers: un graduat a la Universitat Harvard i company de feina d'Alice i Charlotte. Sovint les critica; l'anomenen "Departamental Dan".
- Tara Subkoff com a Holly: una dona tranquil·la la intel·ligència de la qual i les opcions de relació són qüestionades per Charlotte i Alice. Es converteix en la seva companya d'habitació quan decideixen viure junts.
- Burr Steers com a Van: un treballador de la discoteca i una mena de secuaç de Bernie.
- David Thornton com a Bernie Rafferty: el propietari de la discoteca i el cap de Des.
- Mark McKinney com a Rex: el propietari del bar de Rex.
- George Plimpton i Anthony Haden-Guest com a assistents al club.
- Carolyn Farina apareix en un breu cameo com Audrey Rouget de Metropolitan, igual que els seus companys de Metropolitan Bryan Leder (Fred Neff) i Dylan Hundley (Sally Fowler).
- Taylor Nichols també apareix en un cameo com Charlie Black de Metropolitan i Ted Boynton de Barcelona, juntament amb la seva xicota Betty (Debbon). Ayer), que inspira un Jimmy a l'atur a buscar feina en una firma internacional a Barcelona.

## Producció

### Desenvolupament i càsting
La idea de la pel·lícula va arribar a Stillman després de filmar les escenes de discoteca de la seva pel·lícula anterior, Barcelona. Stillman, que havia freqüentat les discoteques de Nova York als anys 70 i 80, va anunciar el projecte poc després, i l'interès d'un grapat de distribuïdors i actors de cinema va sorgir abans que la pel·lícula s'hagués escrit. Segons Stillman en el comentari d'àudio de 2009 per a la pel·lícula, diversos actors (molts d'ells, segons es diu, "grands noms") estaven interessats en el projecte des de la seva concepció original; Ben Affleck inicialment estava buscant interpretar el paper de Des, però Stillman, que havia treballat amb Chris Eigeman abans, li va donar el paper. Beckinsale, que vivia a Anglaterra en aquell moment, va enviar per correu electrònic una cinta d'audició a Stillman; de seguida va quedar hipnotitzat i la va fer el paper de Charlotte. El paper principal d'Alice Kinnon va trigar a ser seleccionat; originalment anava a parar a una actriu europea sense nom, però segons Stillman, s'assemblava massa a Beckinsale i també tenia un accent no americà que causava complicacions. A Winona Ryder se li va oferir posteriorment el paper a través del seu agent. La trucada la van fer els directius de l'estudi un dilluns. L'editor de la pel·lícula, Chris Tellefsen, que abans havia treballat com a editor de Kids, va recomanar Chloë Sevigny després de veure la seva actuació en aquella pel·lícula. Dos dies després de la trucada telefònica a l'agent de Ryder, Sevigny, que havia rebut el guió a través del seu agent, va fer una audició per al paper i el va obtenir. Quan l'agent de Ryder va tornar la trucada, Sevigny ja havia estat seleccionada.

### Rodatge
La fotografia principal va començar el 12 d'agost i va acabar el 27 d'octubre de 1997. El rodatge va tenir lloc a diversos llocs de la ciutat de Nova York, i l'estructura utilitzada per a la discoteca va ser Loew's Jersey Theatre a Jersey City (Nova Jersey), que estava sent renovada. Els cineastes havien de compartir la ubicació amb una altra producció cinematogràfica que s'hi va fer abans. L'altra producció va pagar la catifa vermella utilitzada a l'edifici, i la resta de l'interior va ser dissenyat i pagat per la tripulació de Stillman.
El distribuïdor de la pel·lícula també havia empès els cineastes a completar la pel·lícula i a estrenar-la abans de la pel·lícula de discoteca Miramax 54, i així va ser; 54 es va estrenar als cinemes dels Estats Units a finals d'agost de 1998, dos mesos després del debut cinematogràfic de The Last Days of Disco.

## Temes
Com les altres pel·lícules de Stillman, The Last Days of Disco tracta sobre estructura social, política sexual, i dinàmiques de grup. Les relacions que floreixen des del club sovint s'expressen a través de llargues seqüències de diàlegs, amb l'humor sec característic de Stillman i les "línies agudes" sovint pronunciades, especialment per Charlotte i Josh.

## Llançament

### Taquilla
The Last Days of Disco es va estrenar als cinemes el 12 de juny de 1998 als cinemes dels Estats Units, on va recaptar 277.601 dòlars el cap de setmana d'obertura. Va guanyar 3 milions de dòlars a Amèrica del Nord. Amb un pressupost de producció de 8 milions de dòlars, la pel·lícula es va considerar un fracàs financer, tot i que va ser ben rebuda per molts crítics. Va ser rebuda millor que 54, criticat per la crítica, que tractava de la discoteca de Manhattan Studio 54.

### Recepció crítica
The Last Days of Disco va rebre ressenyes generalment positives de la crítica. Rotten Tomatoes li dona una puntuació del 73% basat en 62 comentaris, amb una valoració mitjana de 6,5/10. Metacritic li dona una puntuació de 76 sobre 100, basada en 24 crítiques, indicant "crítiques generalment favorables".
El crític de cinema Roger Ebert va donar a la pel·lícula 3,5 estrelles de quatre i va escriure: "Si [F.] Scott Fitzgerald tornés a la vida, se sentiria com a casa en una pel·lícula de Whit Stillman. Stillman escolta com parla la gent i sap què revela sobre ells". En una ressenya per The New York Times, Janet Maslin va elogiar l'actuació d'Eigeman: "El Sr. Eigeman fa del cineasta un portaveu perfecte que pot pensa de manera divertida sobre qualsevol cosa, per mes menuda que sigui. Aquí escriu el subtext psicològic de La dama i el rodamón". A la se va ressenya per The New York Observer, Andrew Sarris va escriure: "El bitllet gratuït del Sr. Stillman amb els crítics pel minimalisme aparentment màgic de Metropolitan fa temps que ha caducat. En els seus projectes futurs, tot l'encant i la flotabilitat del món potser no compensa la manca d'estructura i la realitat fonamental".
Entertainment Weekly va donar a la pel·lícula una nota A−; Lisa Schwarzbaum va escriure que "la banda de Stillman pot estar madurant de manera precària a prop de l'edat mitjana, però és encantador conèixer els plaers importants de la conversa i la discussió intel·lectual perdura". En la seva ressenya per Los Angeles Times, Kenneth Turan va elogiar el "conjunt d'actuació excepcional" per ser "un èxit" a capturar els rituals fràgils d'aquest grup específic de joves amables i ben parlats a la cúspide de l'edat adulta que diuen coses com "El que anhelava era un individu sensible" i "És molt més complicat i matisat que això".

## Llegat
Stillman no va dirigir una altra pel·lícula fins a Damsels in Distress (2012).
Segons Sevigny en un comentari d'àudio del 2009 per a la pel·lícula, la seva actuació a The Last Days of Disco—especialment el final de la seqüència de ball optimista al metro—va cridar l'atenció de la directora Kimberly Peirce, que va seleccionar Sevigny a Boys Don't Cry (1999). Sevigny va rebre una nominació a l'Oscar per la seva actuació en aquella pel·lícula, però va dir que de totes les pel·lícules que ha fet, The Last Days of Disco és la que més "m'ha acostat a la gent".
Sevigny també va dir que es va fer bona amiga al plató amb la seva coprotagonista Subkoff, amb qui va romandre propera després del rodatge. Ambdues van treballar plegades en una línia de moda anomenada Imitation of Christ a 2003, juntament amb Scarlett Johansson.
La pel·lícula va tenir accés a la cinemateca del Museum of Modern Art de la ciutat de Nova York, on de vegades es projecta al públic. Es va mostrar per última vegada a l'esdeveniment Pop Rally del museu l'agost de 2009, amb Stillman, Eigeman i Subkoff presents per a una sessió de preguntes i respostes després de la projecció. Es va celebrar una festa posterior per celebrar la projecció. també es va anunciar i es va celebrar aquella nit.

### Novel·lització
Stillman va escriure una novel·lització de la pel·lícula publicada per Farrar, Straus i Giroux amb el mateix títol, amb el subtítol afegit "...With Cocktails at Petrossian Afterwards". Va guanyar el premi Prix Fitzgerald 2014.

## Banda sonora
1. I Love the Nightlife – 3:01 (Alicia Bridges)
2. I'm Coming Out – 5:25 (Diana Ross)
3. Got to Be Real – 3:45 (Cheryl Lynn)
4. Good Times – 3:45 (Chic)
5. He's the Greatest Dancer – 3:34 (Sister Sledge)
6. I Don't Know If It's Right – 3:48 (Evelyn "Champagne" King)
7. More, More, More, Pt. 1 – 3:02 (Andrea True Connection)
8. Doctor's Orders – 3:31 (Carol Douglas)
9. Everybody Dance – 3:31 (Chic)
10. The Love I Lost – 6:25 (Harold Melvin & the Blue Notes)
11. Let's All Chant – 3:05 (Michael Zager Band)
12. Got to Have Loving – 8:18 (Don Ray)
13. Shame – 6:34 (Evelyn "Champagne" King)
14. Knock on Wood – 3:52 (Amii Stewart)
15. The Oogum Boogum Song – 2:34 (Brenton Wood)
16. Love Train – 3:00 (O'Jays)
17. I Love the Nightlife (Disco 'Round) – 3:13 (La India & Nuyorican Soul)

## Mitjans domèstics
La pel·lícula es va estrenar en VHS i DVD el 1999 a través d'Image Entertainment. El llançament del DVD incloïa el tràiler teatral original de la pel·lícula com a única característica addicional.
Després de no estar disponible per a la compra de mitjans domèstics durant un temps, la pel·lícula es va tornar a estrenar el 2009 per a la sèrie de DVD The Criterion Collection en una versió restaurada aprovada per Stillman. Va ser la pel·lícula número 485 de la sèrie. La primera pel·lícula de Stillman, Metropolitan, també es va estrenar a la sèrie Criterion. El llançament de Criterion de The Last Days of Disco va incloure comentaris d'àudio de Stillman, Sevigny i Eigeman; quatre escenes esborrades; una presentació promocional de making-of; una gravació d'àudio de Stillman llegint un passatge de la seva novel·la; una galeria de fotografies amb un text narratiu de Stillman; i el tràiler original. Un assaig del novel·lista David Schickler també es va incloure com a inserció de paper.
La portada del DVD de Criterion inclou una il·lustració de l'artista francès Pierre Le-Tan, que representen Beckinsale i Sevigny preparant-se al tocador abans d'entrar a la discoteca; la pintura és una rèplica d'una escena de la pel·lícula. Criterion va llançar un Blu-ray el 24 de juliol de 2012.

## Vegen també
- Música disco
- 200 Cigarettes – una pel·lícula de 1999 de contingut similar.